# Varsberg

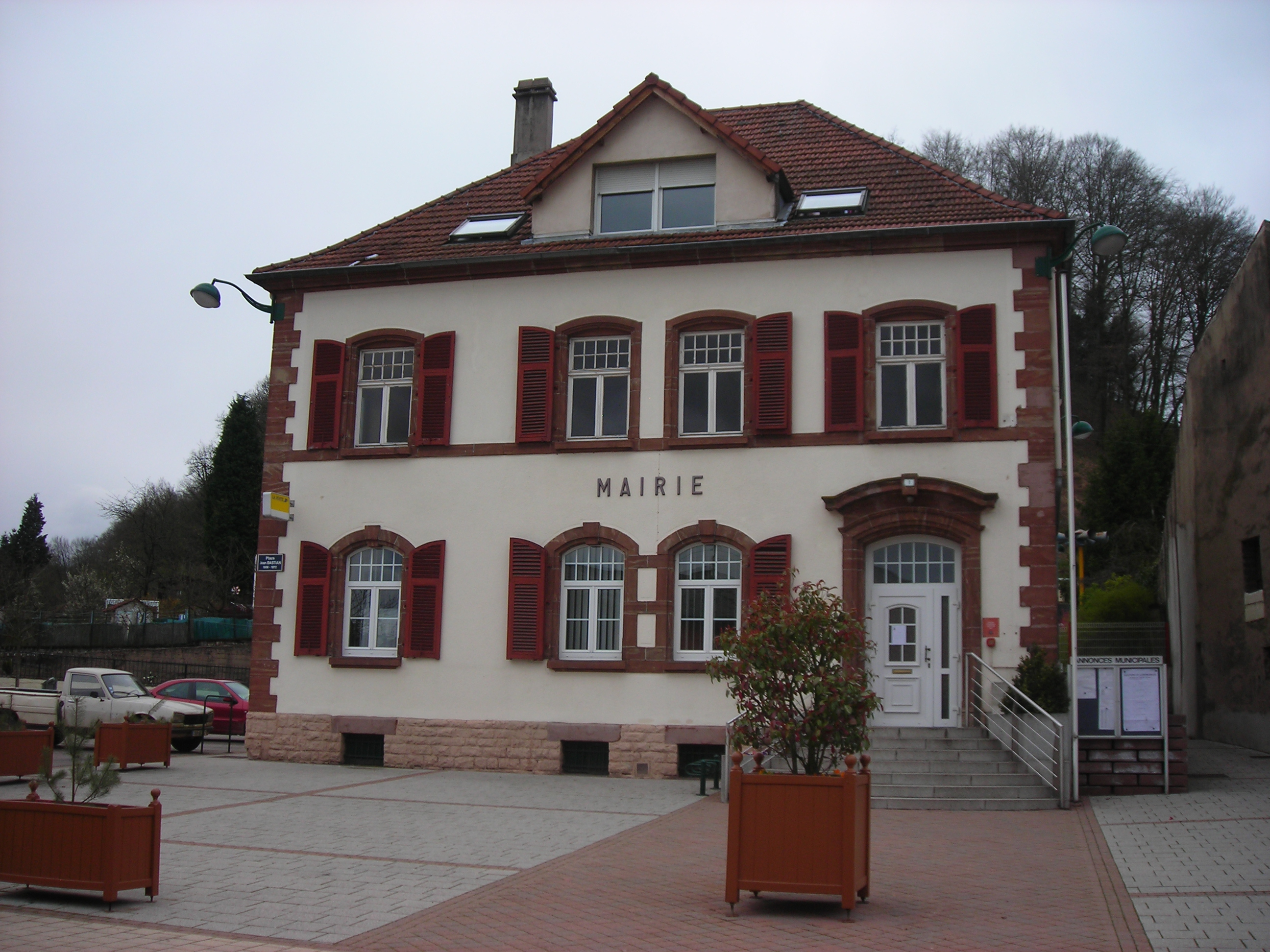
Rathaus (Mairie)

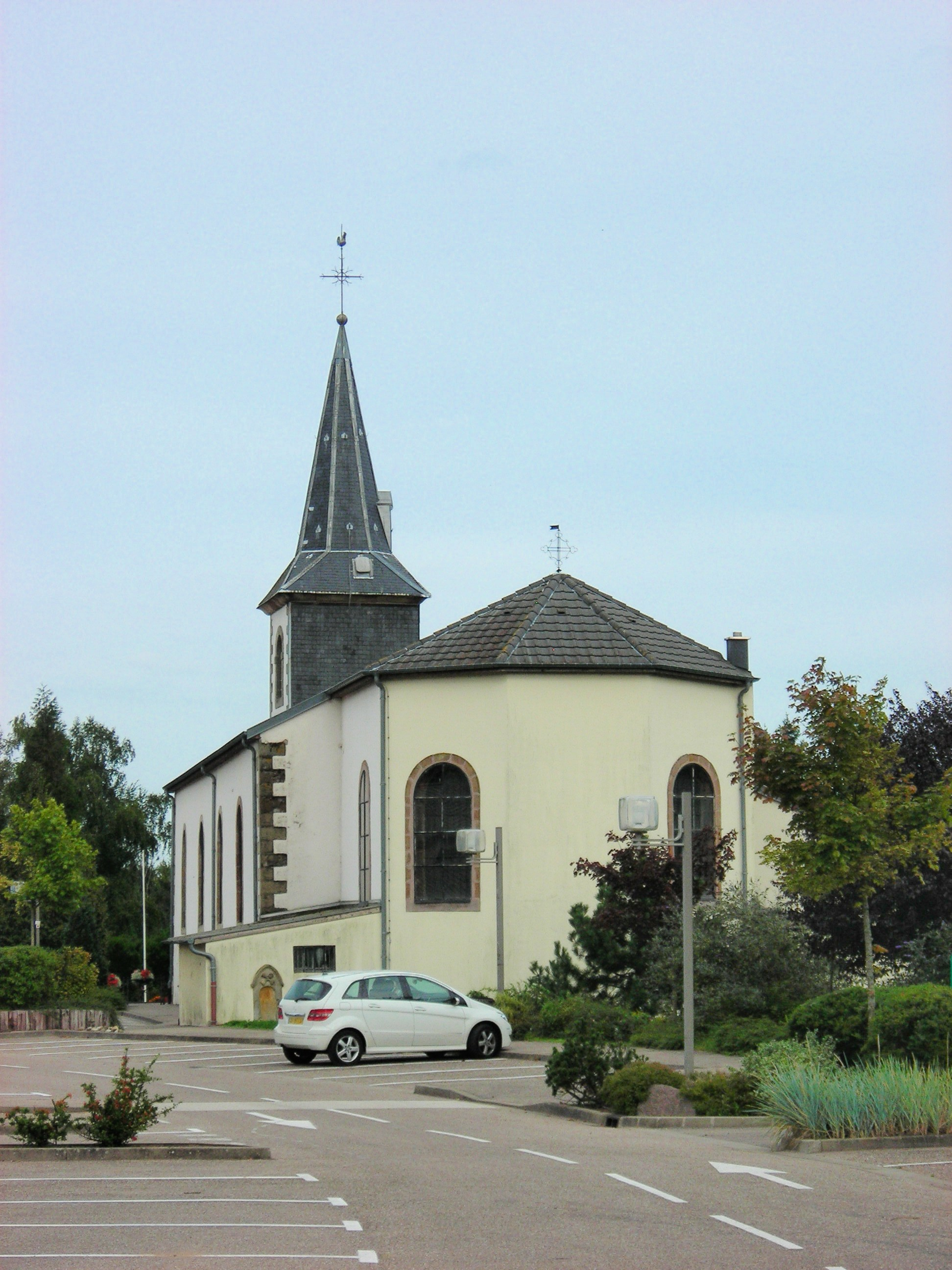
Kirche St. Blasius

Varsberg (deutsch auch Warsberg) ist eine französische Gemeinde mit 972 Einwohnern (Stand 1. Januar 2022) im Département Moselle in der Region Grand Est (bis 2016 Lothringen). Im Norden des Départements liegt die 950 n. Chr. gebaute gleichnamige Burg, nach der sich die Freiherren von Warsberg benannt haben.

## Geographie
Die Ortschaft liegt im Tal der Bist, etwa 39 Kilometer ostnordöstlich von Metz und 20 Kilometer südwestlich der Stadt Völklingen. Zur Gemeinde gehören die Weiler le Moulin Bas und le Moulin Haut (untere und obere Mühle).

## Geschichte
Ältere Ortsbezeichnungen sind beispielsweise Valsperc (1179), Wermenesperch (1202) und Warnesperch (1204).  Hier entlang verlief eine Römerstraße, die, von Metz kommend, nach Mainz weiterführte.
Das Dorf mit einer Kirche und einer Kapelle gehörte zu Lothringen, seine Bewohner ernährten sich im 19. Jahrhundert überwiegend von der Landwirtschaft oder standen im Dienst der Familie im benachbarten Schloss.
Die Region  kam durch den Frieden von Frankfurt vom 10. Mai 1871 an Deutschland und wurde dem Kreis Bolchen im Reichsland Elsaß-Lothringen zugeordnet. Nach dem Ersten Weltkrieg wurde durch den Versailler Vertrag die Abtretung an Frankreich bestimmt.
Während des Zweiten Weltkriegs war die Region von der deutschen Wehrmacht besetzt und stand unter deutscher Verwaltung. Die Gemeinde trug in dieser Zeit offiziell den Namen Warsberg.

### Bevölkerungsentwicklung
| Jahr      | 1962 | 1968 | 1975 | 1982 | 1990 | 1999 | 2007 | 2019 |
| Einwohner | 699  | 722  | 737  | 850  | 879  | 915  | 960  | 961  |

## Burg
Die Burg hatte die Aufgabe, die wichtige Straße von Metz nach Saarbrücken zu überwachen und zu schützen. Schon im 12. Jahrhundert war sie Lehen des Bistums Metz in der Hand des Grafen von Saarbrücken. Das Dorf Warsberg am Fuß des Burghügels war alte Besitzung der Abtei Glandern in Lubeln.
Im 13. Jahrhundert wurde die Burg zerstört, dann unter dem Namen Neu- bzw. Groß-Warsberg wieder aufgebaut. Sie stand jetzt unter der Oberhoheit des Herzogs von Lothringen. Die Geschichte kennt mehrere Adelsfamilien von Warsberg und drei Burgen gleichen Namens. Im Jahre 1433 wurden die zwei Burgen Klein- und Groß-Warsberg zerstört. Sie waren 1200 m voneinander entfernt und durch einen schmalen Graben getrennt. Später wurde Groß-Warsberg wiedererrichtet.
Das heutige Schloss steht an der Stelle von Alt-Warsberg, dessen Verteidigung zuerst Aufgabe der Edelherren von Saarbrücken-Warnersberg, dann der Herren von Rollingen-Warnersberg gewesen war. Auf der Mitte des 13. Jahrhunderts erbauten Burg Neu-Warsberg residierten die Herren von Mengen-Warsberg. Das heutige Schloss wurde im 17./18. Jahrhundert von den Baillis der Freiherren von Warsberg bewohnt.
Die Burg ist Namensgeber für die Einzellage Burg Warsberg bei Wincheringen innerhalb der Großlage Gipfel an der deutschen Obermosel.

## Freiherren von Warsberg

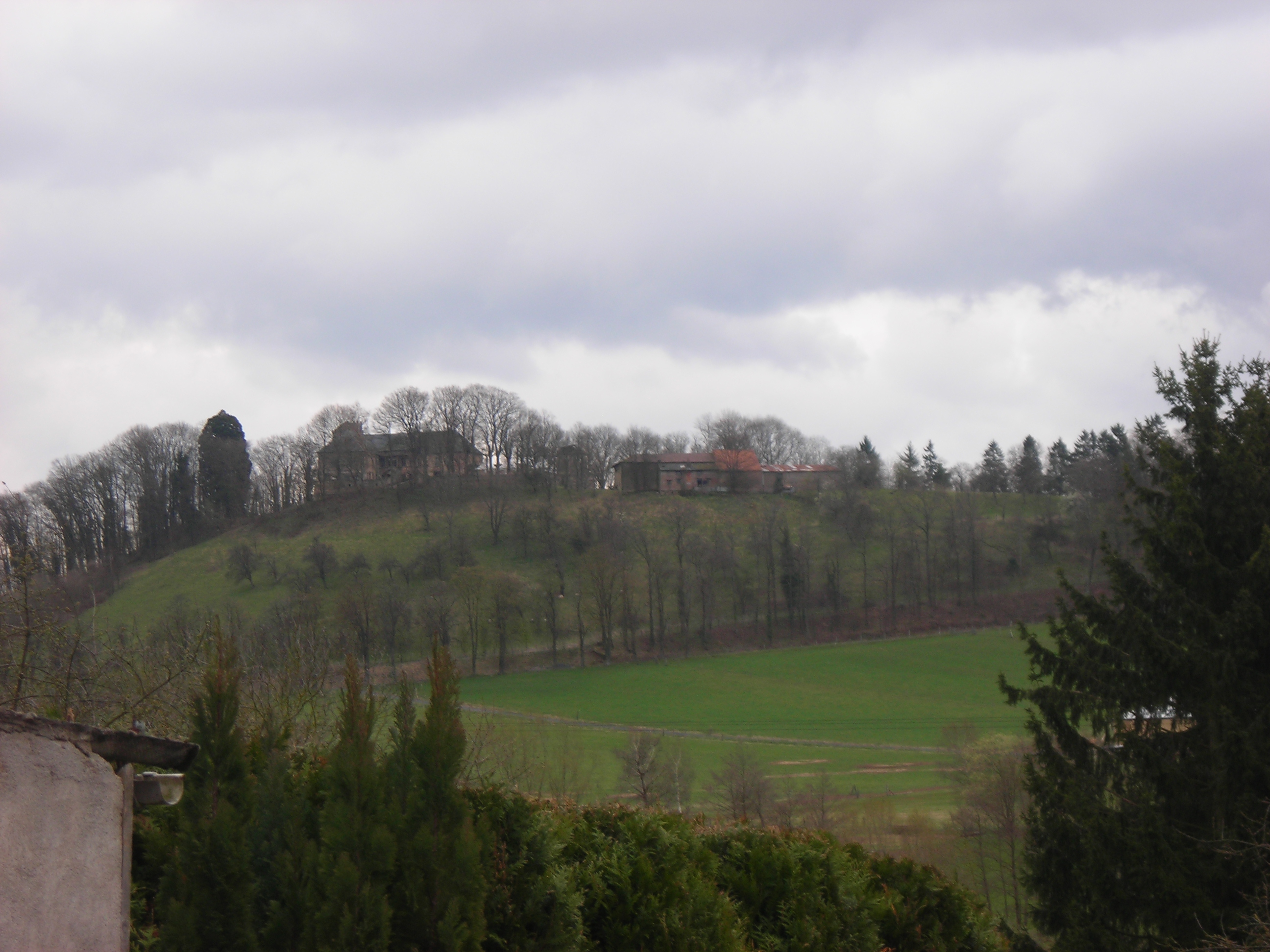
Schloss Varsberg

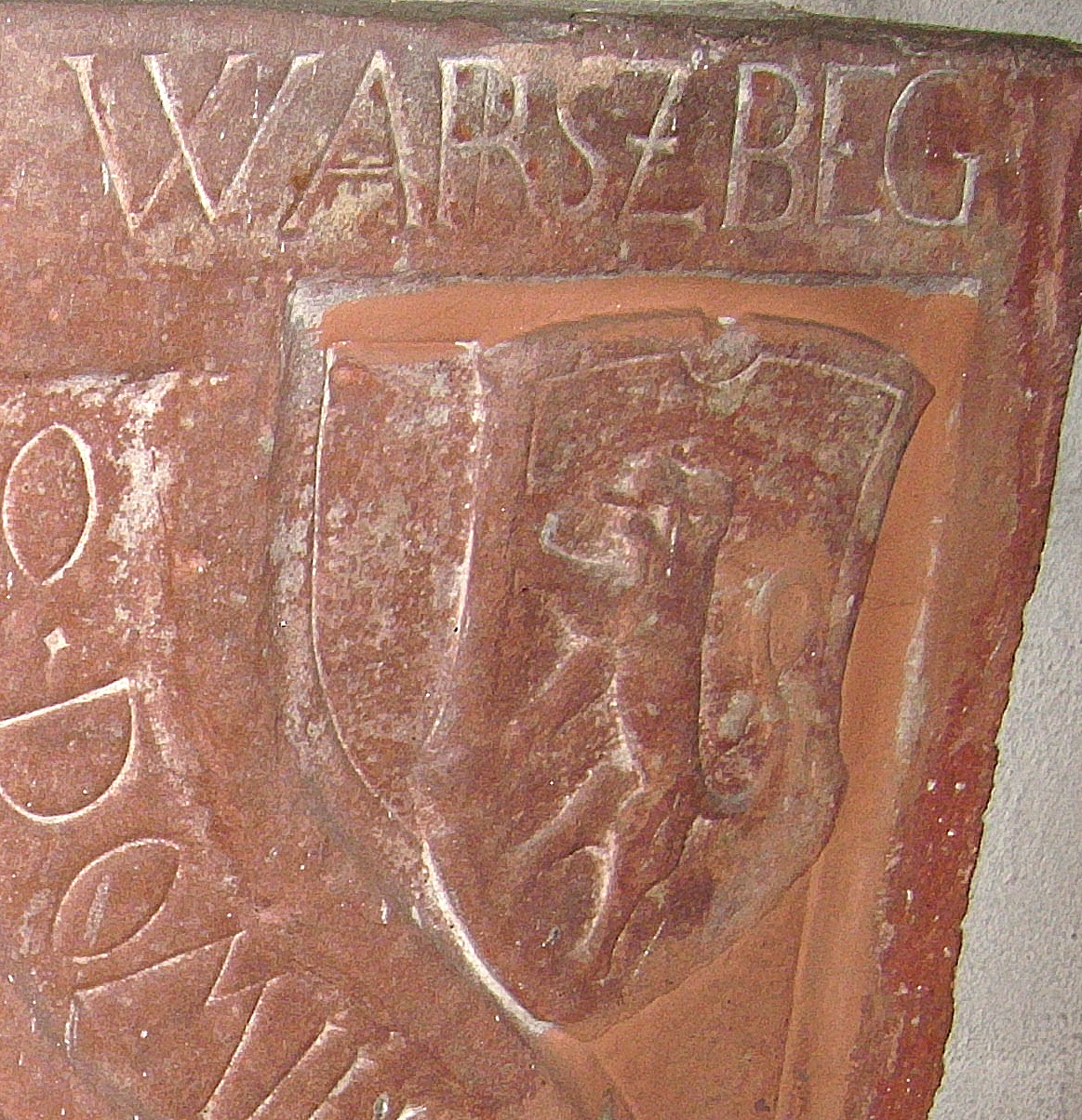
Wappen der Adelsfamilie „von Warsberg“ (um 1600), von Epitaph in der Pfarrkirche St. Ulrich, Deidesheim

Auf die Ritter aus den Familien Rollingen und Mengen, die für den Herzog und den Bischof die Verteidigung von Alt- bzw. Neu-Warsberg zu übernehmen hatten, folgten die Freiherren von Warsberg, Besitzer des gegenwärtigen Schlosses und der gleichnamigen Lehnsherrschaft. Sie gehen auf Peter von Warsberg, Sohn des Johann von Rollingen, genannt von Warsberg, zurück.
Durch Eheschließungen häuften sie große Besitzungen an und genossen hohes Ansehen in Lothringen, Luxemburg, im Trierer Gebiet (insbesondere Trier, Saarburg und Wincheringen) und bis Mainz, wo der Geheime Hofrat Lothar Friedrich von Rollingen den Stadioner Hof erbauen ließ, und Speyer, wo Heinrich Hartard von Rollingen als Bischof amtierte. Boemund von Warsberg regierte als Erzbischof von Trier (1286–1299).
Mit Heinrich zählten die Barone von Warsberg seit 1483 zur luxemburgischen Ritterschaft. Sein Sohn Wilhelm II. heiratete die Erbtochter von Rheineck und Aprémont. Johann IV. von Warsberg nannte sich Ritter, Burggraf von Rheineck, Herr von Freisdorf, Wincheringen, Wartenstein etc. Er heiratete Ursula, Erbtochter von Ludwig von Seinsheim-Schwarzenberg.
Samson von Warsberg (* 1569) war französischer Oberst und lebte später in Freistroff. Seine Tochter Magdalena († 1647) ehelichte Philipp Balthasar von Dalberg (1597–1639), und sie sind die Eltern von Philipp Franz Eberhard von Dalberg (1635–1693), Präsident des Reichskammergerichtes. Im Jahre 1834 teilten Alexander Joseph von Warsberg und seine beiden Schwestern ihre Güter auf. Alexander Joseph verzog zu seiner Frau nach Österreich und musste später wegen Misswirtschaft sein ganzes Vermögen verkaufen.
Der Name der Familie existiert aber noch in Deutschland auf Schloss Neckarsteinach.

## Persönlichkeiten
- Konrad Kachelofen (1450–1529), deutscher Buchdrucker